# 京都妖怪地図
『京都妖怪地図』（きょうとようかいちず）は、1980年から1997年までテレビ朝日系「土曜ワイド劇場」で放送された怪奇ミステリーシリーズの総称。全7回。
比較的少ない作品数で、最後の作品から10年以上途絶えているが、現在もなお人々の記憶に強烈に残っているシリーズである。

## 概要
毎シリーズとも妖怪役の美人女優にほどこされる醜悪な特殊メイクが見もの。ストーリーのほうはミステリーの形を借りているものの、900歳だったり400歳の妖怪が本当に犯人なので話の筋立てやトリックなどの整合性などはない。
大映で怪談ものなども得意としてやってきた田中徳三が第4作まで監督した。第1作は「雨月物語」を原作とし、かつて助監督として関わった同原作を用いた名作映画（溝口健二監督）のオマージュ的作品で、必殺シリーズや「赤かぶ検事奮戦記」シリーズなどを制作してきた松竹（実質は京都映画株式会社）のスタッフで作られている。以後、オリジナルの脚本とこのスタッフのもとで合計6作品作られており、1997年にも、「京都妖怪地図」のシリーズ名ではないが、同じスタッフのもとでシリーズ正統の作品も作られた。

## キャスト

### 警察関係者
早川六助
演 - 遠藤太津朗（第1作 - 第4作）
刑事。
東幸治
演 - 西山浩司（第5作・第6作）
刑事。大山の部下。
戸田亘
演 - 山内としお（第5作・第6作）
刑事課長。
大山六助
演 - 芦屋雁之助（第5作・第6作）
刑事。

### ゲスト
第1作「嵯峨野に生きる900歳の新妻」（1980年）
- 木暮香織 - 宇津宮雅代
- 城崎四郎 - 三田村邦彦
- 黒津譲 - 中条きよし
- 黒津玲奈（四郎の恋人・譲の妹） - 長谷直美
- 小林（医師） - 芝本正
- 中村孝（四郎の同僚） - 高峰圭二
- 茶店の女 - 宮田圭子
- 山口冴子 - 根本きよみ
- 田川勇次 - 岡本隆成
- 看護婦 - 淡城みゆき
- 僧侶 - 伊波一夫
- 出前持 - 伊藤克美
- ナレーター - 河東けい
- 黒津文子（譲と玲奈の母） - 月丘夢路

第2作「きらら坂に住む400歳の氷女」（1981年）
- 九条沙織（デザイナー） - 宇津宮雅代
- 山村三郎（孝吉と道代の息子） - 名高達郎
- 山村民子（三郎の妻） - 村田みゆき
- 山村道代（孝吉の妻） - 浦川麗子
- 日信（20歳の僧侶） - 小林芳宏
- 木村（刑事） - 山岡甲
- 松野順平（三郎の同僚） - 宮川珠季
- 町医者 - 伊波一夫
- 清水（外科医） - 美鷹健児
- 番頭 - 松尾勝人
- タクシー運転手 - 中村明豊
- 喫茶店マスター - 真田実
- 死体発見者 - 梶山雅一
- 守衛 - 平井靖
- 山村孝吉（京呉服店「山村」主人） - 芦屋小雁

第3作「鳥辺山に棲む八百歳の女子大生」（1985年）
- 佐竹まつ子（東山女子大学 助教授） - 三ツ矢歌子
- 香取なおみ（まつ子の同僚講師） - 児島美ゆき
- 古河すず子（女子大生） - 斉藤林子
- 梶岡慎一（雑誌記者・なおみの恋人） - 月亭八方
- 木村（早川の部下の刑事） - 高峰圭二
- 北山助手 - 楠年明
- 女子大生 - 雪絵ゆき、岡本さとみ、玉田輪香子
- まつ子の姉 - 田中和子
- 木こり - 平井靖
- 子供時代のまつ子 - 池内美紀
- 尚古堂 - 藤岡重慶
- 林（東山女子大学 教授） - 神山繁

第4作「河原町に棲む四百歳の不倫女医」（1986年）
- 折笠涼子（京都府立鳴滝医科大学付属病院 外科医長） - 三ツ矢歌子
- 草野洋平（京都府立鳴滝医科大学付属病院 医師） - 中山仁
- 草野芳枝（洋平の妻） - 高田瞳
- 水品邦夫（涼子の上司・芳枝の父） - 西山辰夫
- 中野清美（京都府立鳴滝医科大学付属病院 看護婦） - 斉藤林子
- 水品靖子（邦夫の妻） - 近江輝子
- 運転手 - 桂朝丸
- 村井孝夫（医師） - 芝本正
- 田村徹（大学生） - 筧晃司
- 木村慎吾（早川の部下の刑事） - 斎田裕嗣
- 清水まり（京都府立鳴滝医科大学付属病院 看護婦） - 菅原昌子
- 岡崎浩介 - 岡本大輔
- 野際京子 - 岡田雅江
- 踊り子 - キャンティ
- 夜警 - 丸尾好広
- 草野一郎（洋平の息子） - 岡雄大

第5作「嵯峨野に生きた900歳の美人能面師・葵祭りの夜にせつなく濡れて…」（1993年）
- 野宮しのぶ（能面師・900年前に亡くなった霊） - 叶和貴子
- 田原志郎（ルポライター） - 石原良純
- 大山頼子（大山六助の妻） - あいはら友子
- 中川常次（烏丸流中川家） - 佐竹明夫
- 田原祥子（志郎の妻） - 高島礼子
- 中川一彦（常次の養子縁組した息子） - 南条弘二
- タクシー運転手 - 笑福亭鶴志
- 祥子の母 - 島村晶子

- 木島タケオ（一彦の友人・不審死） - 今村廣則

- 北見唯一、岡村嘉隆、門田裕、白川明彦、塩見一之、平井靖、加藤正記、岡田洪志

第6作「時空を超えて時代祭に甦る愛の伝説！1200歳の美女VS.霊感デカ」（1994年）
- 花脊佳那（柊の弟子） - 萬田久子
- 残間靖孝（残間設計事務所 社長） - 美木良介
- 残間京子（靖孝の妻） - 藤吉久美子
- 大山妙子（大山六助の娘） - 西部里菜
- 黒岩治（残間建設 専務） - 潮哲也
- 立花光子 - 小川敦子
- 村上淳（妙子の恋人） - 貞永淳
- 柊修一郎（京子の父） - 寺下貞信
- 島津雪江（真田の秘書） - 鈴木景子
- ナレーション - 島村晶子
- 松本源太郎（娘の昌子を高品二郎に殺される） - 高野真二
- 真田孝介（残間建設 社長・靖孝の叔父） - 中田浩二
- 田中弘史、はりた照久、松尾勝人、泉知奈津、西岡ちあき、大迫英喜、東田建夫、加藤正記

第7作「和久峻三ミステリー 京都セクシー妖怪殺人案内〜嵯峨野に棲む吸血美女の復讐!」（1997年）
- 円藤鏡子（旅行会社「ウエストツーリスト」社員・千鶴子の友人） - 森口瑤子
- 野山鳩子（モデル） - 藤森夕子
- 鈴鹿さおり（イベントコンパニオン） - 原久美子
- 三津林忠夫（岩佐建設 社員） - ひかる一平
- 鳴海千鶴子（三津林の恋人） - 宝城清子
- 妖怪サル - 織田なつめ
- トビ - 吉岡ちひろ
- ネズミ - 権平華子
- 雨森一平（京都府警 警部補） - 逢坂じゅん
- 高田康弘（岩佐建設 専務） - 高峰圭二
- 黒崎健治（三津林のマンションの様子を窺っている男） - 石倉英彦
- 矢沢茂（黒崎の手下） - 池田勝志
- 島村祥雲（霊能家） - 梅津栄
- 中尾優介（キャスター） - 美角優介
- 吸血マドンナ（ホラー映画の主人公の生き血を吸う女） - 立原麻衣
- 朱姫（平安時代の人物） - 立原麻衣（三役）
- 杉野真由美 - 立原麻衣（三役）
- タクシー運転手 - 火野正平（友情出演）
- 牧田 - マキ
- 巡査 - 東田達夫
- 荒川幹夫（京都府警 刑事・雨森の部下） - 松川真也
- 管理人 - 松尾勝人
- 血を吸われる男（ホラー映画の主人公） - 大石昭弘
- 川床の客 - 富士谷隆
- 藤原緒継（平安時代の人物） - 豊義和
- 岩佐隆史（岩佐建設 社長） - 三谷昇
- 八代宗介（国立北山大学法医学教室 助手・心霊研究家） - 神田正輝

## スタッフ
- 原作 - 上田秋成『雨月物語』（第1作）、和久峻三『吸血マドンナ』（第7作）
- 脚本 - 保利吉紀（第1作 - 第6作）、石村嘉子（第5作）、貞永方久（第6作）、中村勝行（第7作）
- 音楽 - 渡辺岳夫（第1作・第2作・第5作・第6作）、東京バックグラウンドミュージック（第3作・第4作）、三協新社（第5作・第6作）、手塚理（第7作）
- 劇中歌 - スターダストレビュー「夢伝説」（第6作）
- プロデューサー
  - 朝日放送 - 奥田哲雄（第1作 - 第4作）、辰野悦央（第5作・第7作）、福永喜夫（第5作）、岡村道範（第6作）、田村正志（第6作）
  - 松竹 - 桜井洋三（第1作 - 第4作）、高橋信仁（第3作）、武田功（第5作・第6作）、齋藤立太（第7作）
- プロデューサー補 - 武田功（第4作）、武藤郁夫（第5作）、鈴木崇（第6作）、内片輝（第7作）
- 監督 - 田中徳三（第1作 - 第4作）、原田雄一（第5作）、貞永方久（第6作）、石原興（第7作）
- 制作協力 - 京都映画株式会社
- 制作 - 朝日放送、松竹株式会社（第1作 - 第6作）、松竹京都映画（第7作）

## 放送日程
| 話数 | 放送日         | サブタイトル                                                            | 原作                     | 脚本              | 監督     | 視聴率 |
| ---- | -------------- | ----------------------------------------------------------------------- | ------------------------ | ----------------- | -------- | ------ |
| 1    | 1980年08月23日 | 嵯峨野に生きる900歳の新妻                                               | 上田秋成「雨月物語」     | 保利吉紀          | 田中徳三 | 18.1%  |
| 2    | 1981年08月15日 | きらら坂に住む400歳の氷女                                               | -                        | 保利吉紀          | 田中徳三 | 13.3%  |
| 3    | 1985年08月17日 | 鳥辺山に棲む八百歳の女子大生                                            | -                        | 保利吉紀          | 田中徳三 | 20.6%  |
| 4    | 1986年08月16日 | 河原町に棲む四百歳の不倫女医                                            | -                        | 保利吉紀          | 田中徳三 | 14.9%  |
| 5    | 1993年05月15日 | 嵯峨野に生きた900歳の美人能面師 葵祭りの夜にせつなく濡れて…             | -                        | 保利吉紀 石村嘉子 | 原田雄一 | 16.0%  |
| 6    | 1994年11月19日 | 時空を超えて時代祭に甦る愛の伝説! 1200歳の美女VS.霊感デカ               | -                        | 保利吉紀 貞永方久 | 貞永方久 | 15.9%  |
| 7    | 1997年08月16日 | 和久峻三ミステリー 京都セクシー妖怪殺人案内 嵯峨野に棲む吸血美女の復讐! | 和久峻三「吸血マドンナ」 | 中村勝行          | 石原興   | 14.7%  |

## 京都妖怪“案内”地図
- 京都府京都市
- 嵯峨野
- きらら坂 - 2001年3月6日時点のアーカイブ
- 鳥辺山
- 河原町

## 再放送情報
2010年4月から6月にかけてCS放送および一部のケーブルテレビ局で観られるホームドラマチャンネルにて第1作から第6作まで全作品がオンエアされた（それ以前にも同チャンネルでのオンエア実績あり）。ちなみに、第1作から第6作まで各作とも1990年代にVHSソフト化がされて、2021年5月28日にDVDソフト化がされた。
また、「和久峻三ミステリー 京都セクシー妖怪殺人案内〜嵯峨野に棲む吸血美女の復讐!」は比較的新しい作品のためか、各地方局の2時間サスペンス・ドラマを再放送するローカル枠で現在でも時折オンエアされることがある。
2016年1月から2月にかけてファミリー劇場「日曜テレビ秘宝館」枠で「京都妖怪地図」（計6作品）を2カ月連続で一挙放送するとの発表があった。HDリマスター版は今回テレビ初放送となる。
2025年5月3日から18日までBS松竹東急にて6作品を土・日曜 8:00 - 10:00に放送された。